# Orthetrum cancellatum
Orthetrum cancellatum conhecida por Ortirum-reticulado é uma libélula europeia.
O macho tem um abdômen azul com a ponta preta, e a fêmea tem um corpo marrom amarelado com marcas de ziguezague pretas ao longo do abdômen. Esta espécie tem expandido seu território, ajudada pela criação de minas de pedregulho, o que estende áreas abertas e devastadas a qual prefere. Foi primeira registrada na Grã-Bretanha em Essex em 1934.

## Galeria

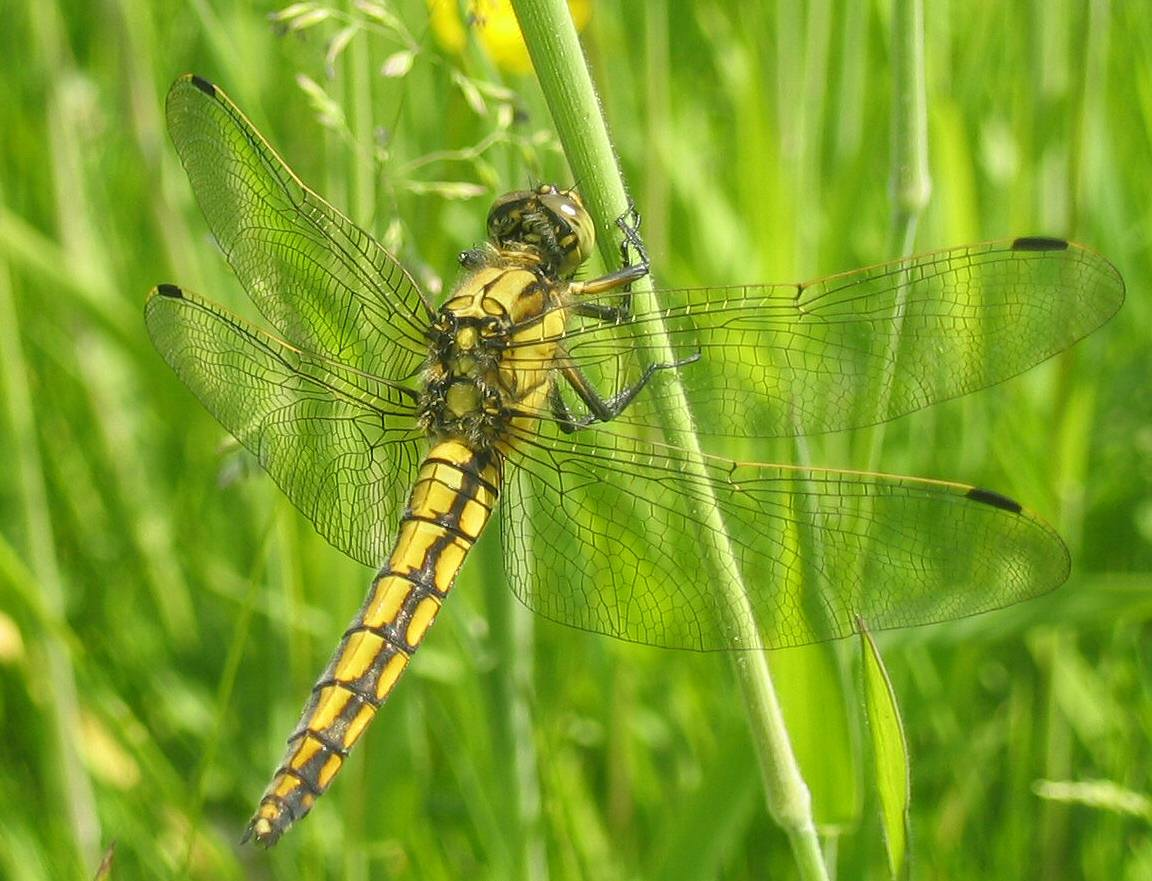
Fêmea
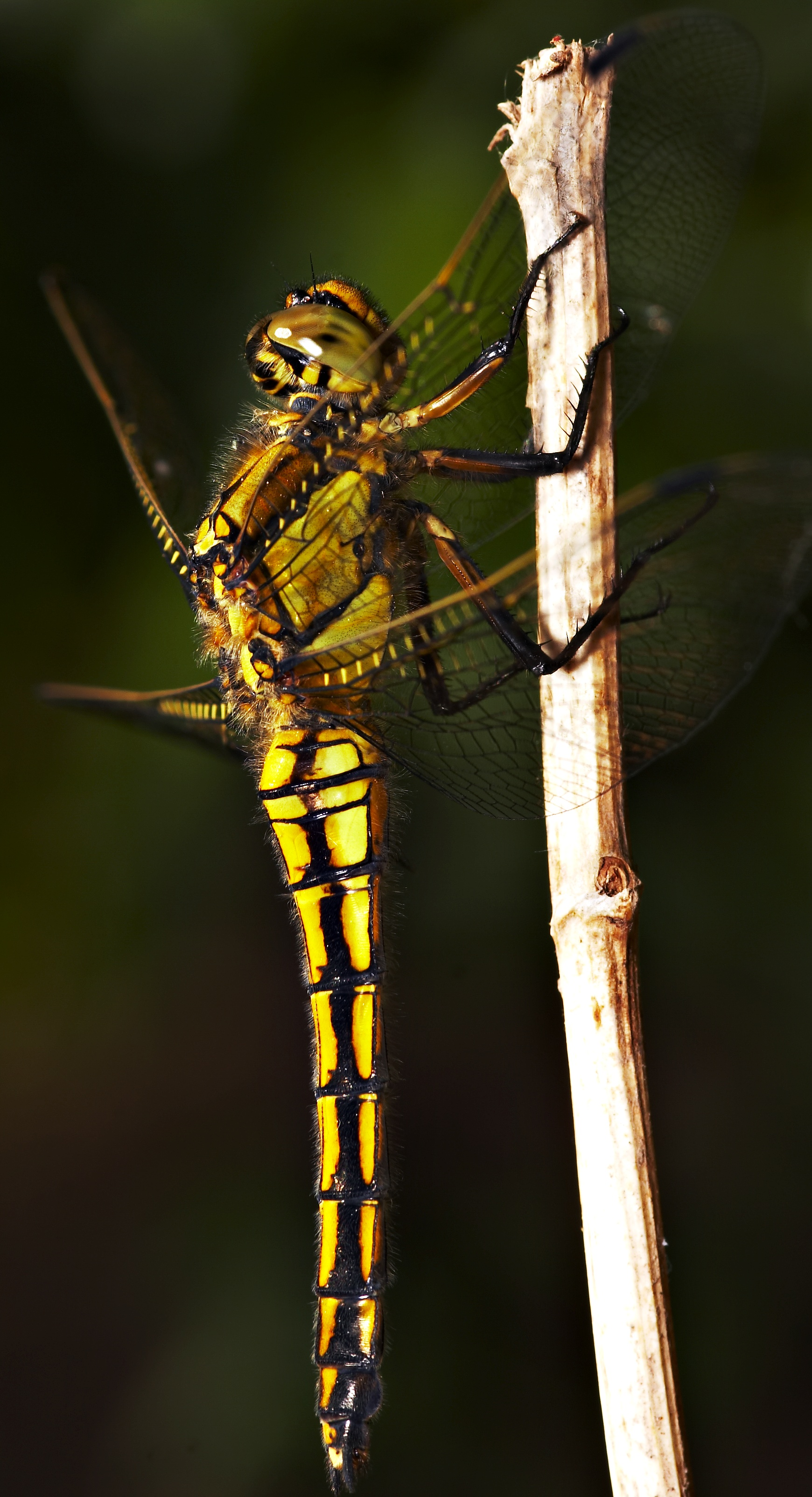
Fêmea
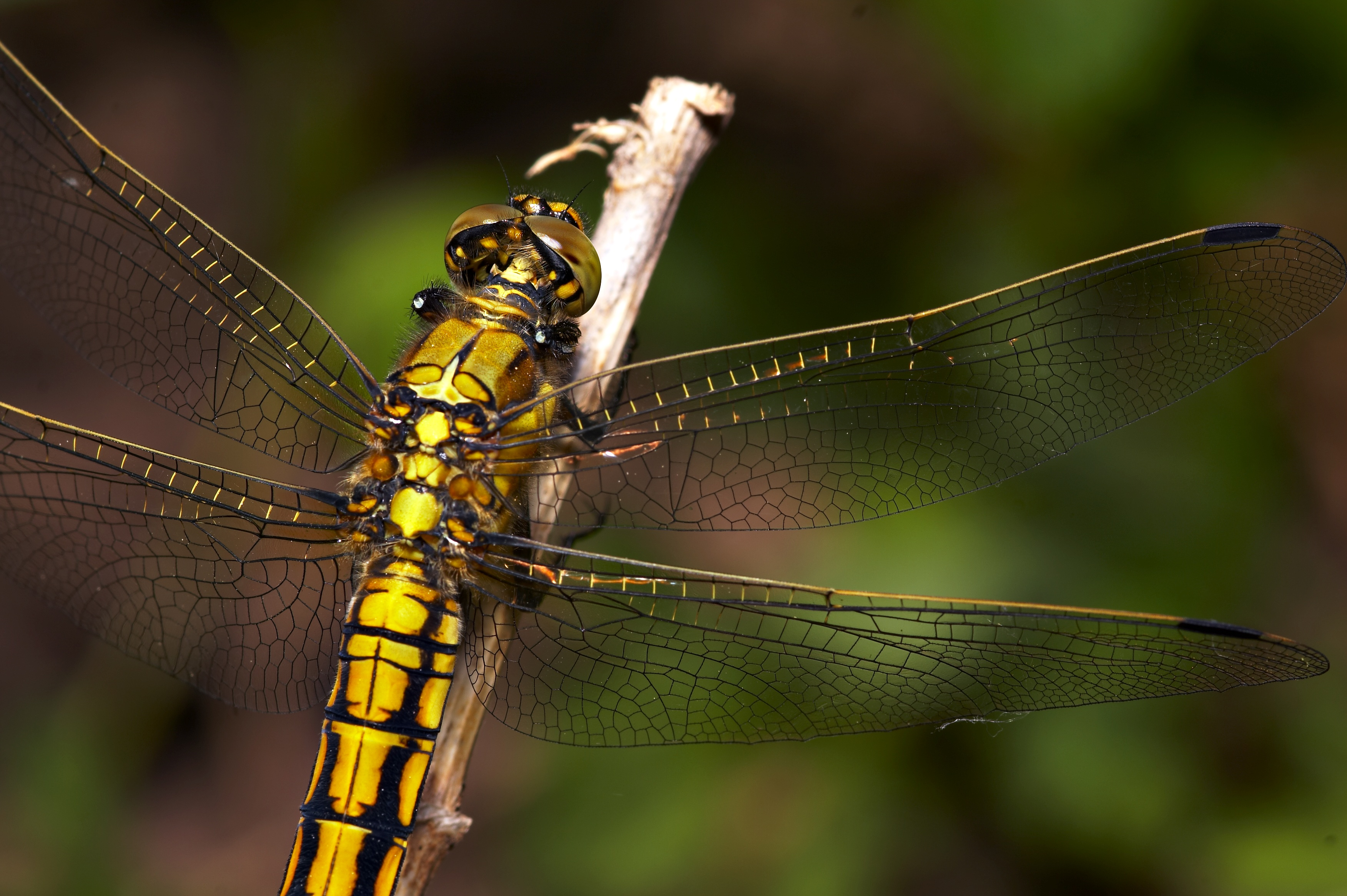
Fêmea
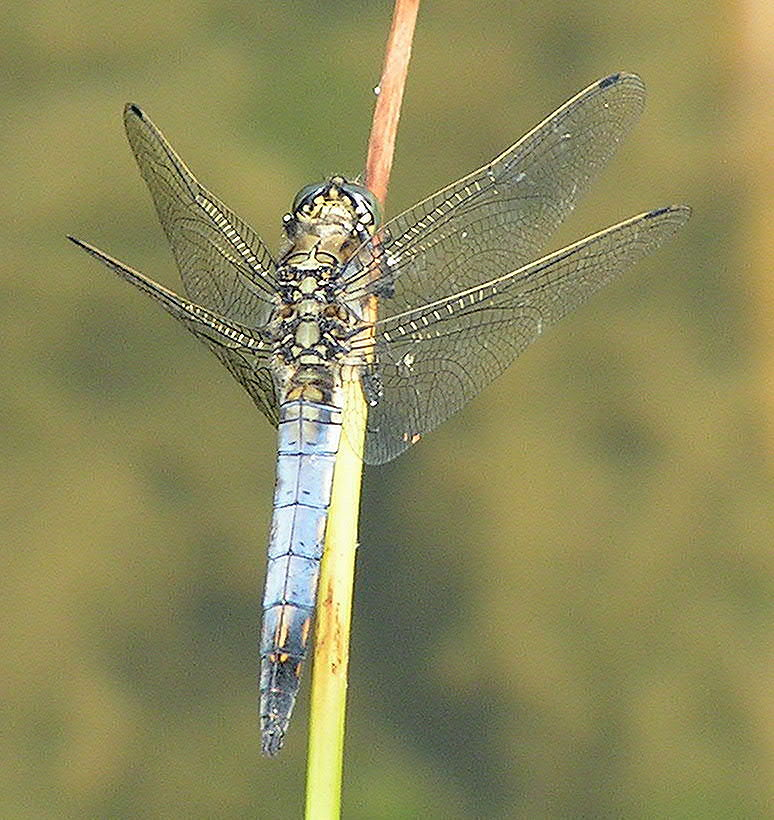
Macho
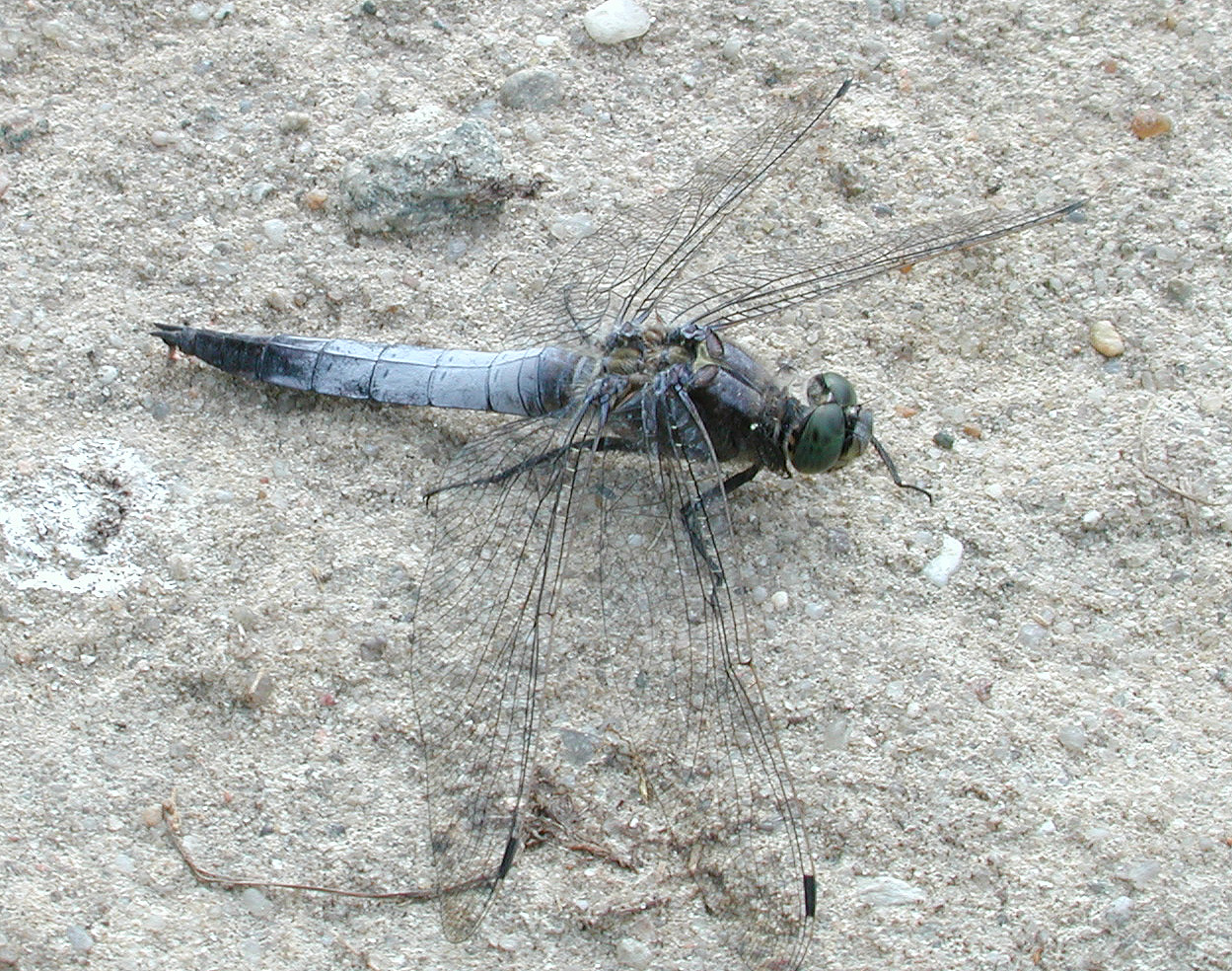
Macho
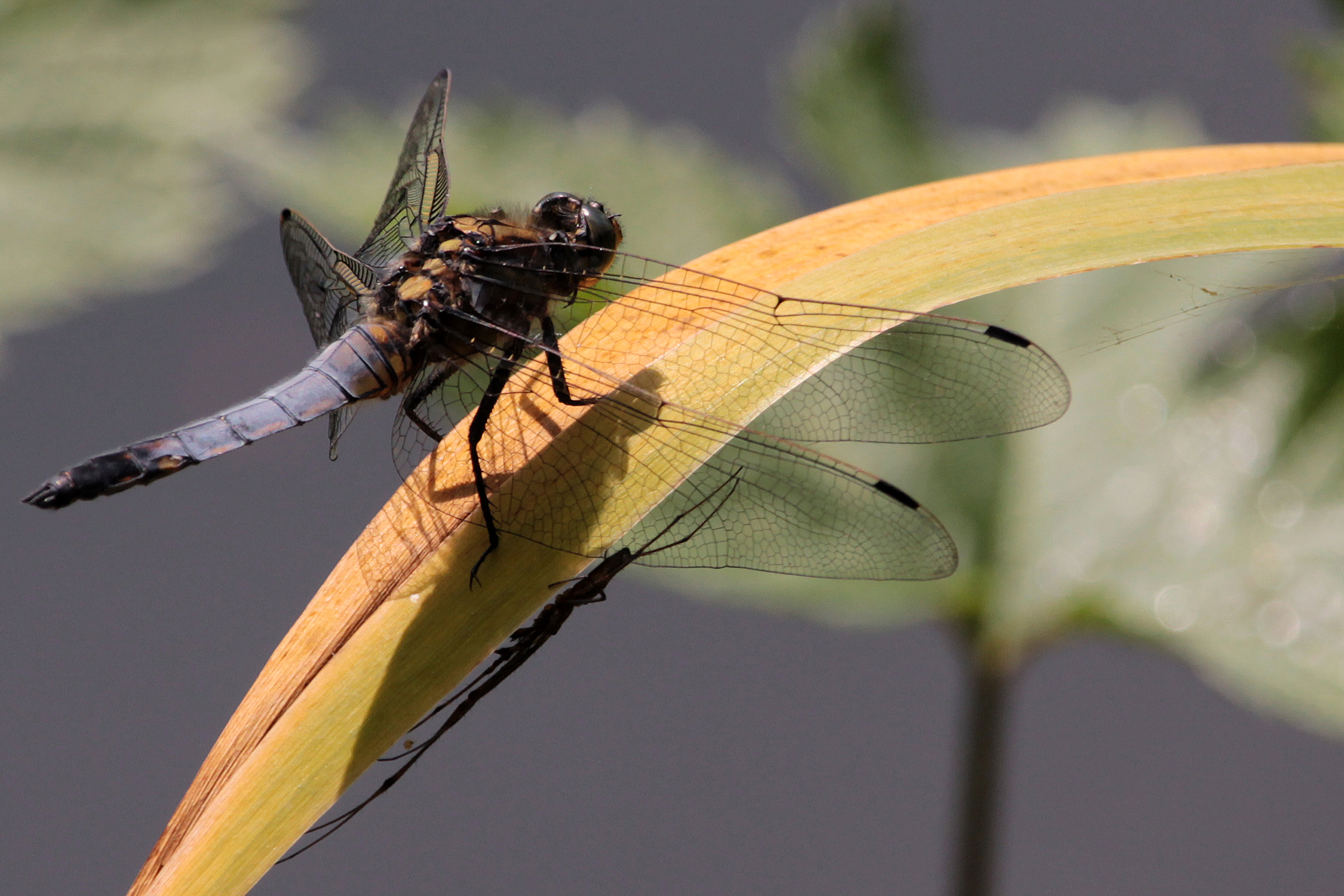
Macho
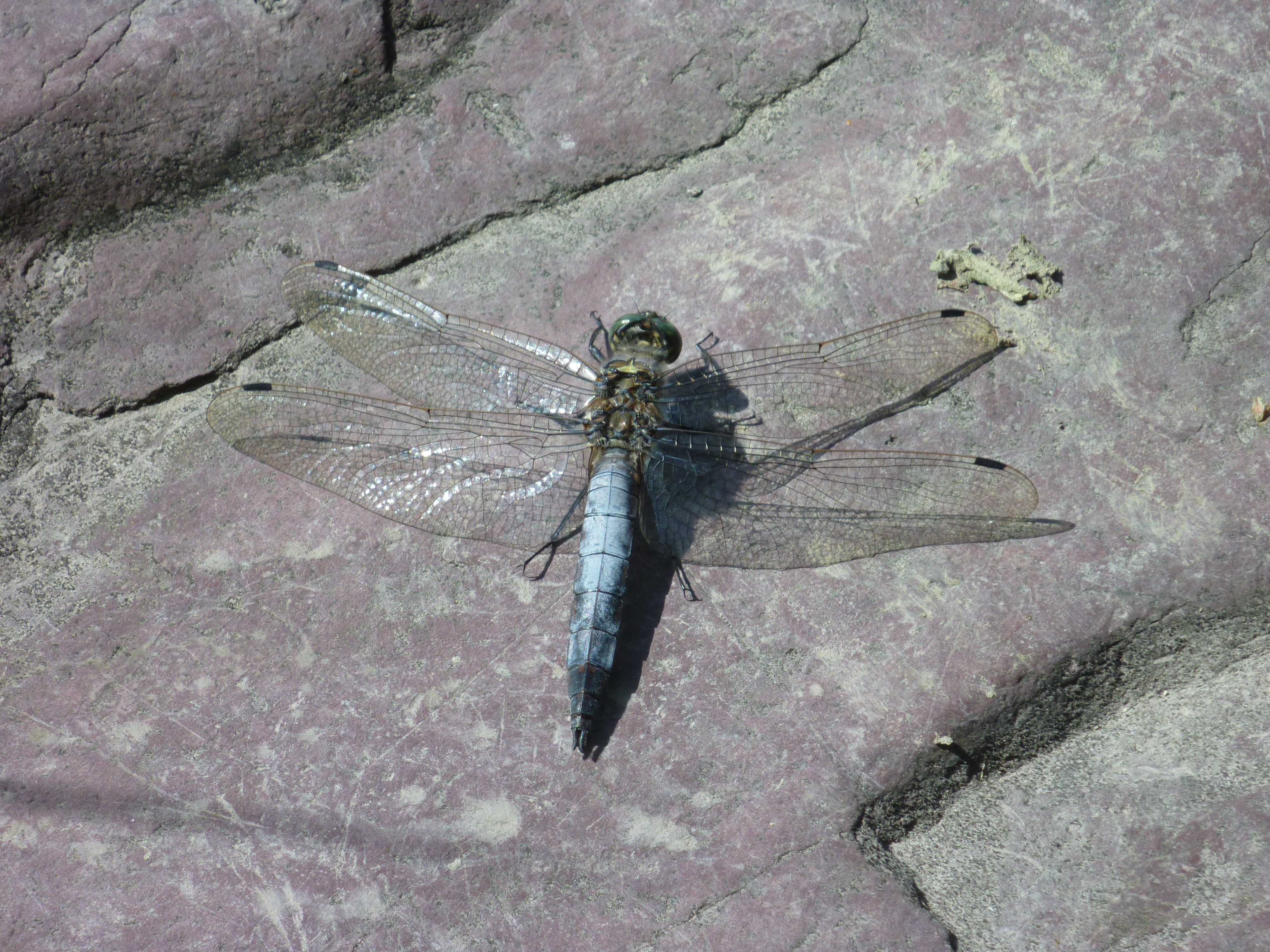
Macho